# Gonatocerus dies
Gonatocerus dies är en stekelart som beskrevs av Girault 1913. Gonatocerus dies ingår i släktet Gonatocerus och familjen dvärgsteklar. Inga underarter finns listade i Catalogue of Life.